# Munduručču
Il Munduručču (in russo Мундуруччу?) è un fiume della Russia siberiana orientale (Sacha-Jacuzia), affluente di sinistra dell'Amga (bacino idrografico della Lena).
Ha origine e scorre lungo la periferia orientale delle Alture della Lena in direzione meridionale; sfocia nell'Amga a 723 km dalla foce. Il suo corso corre parallelo a quello del Borulach. Il fiume ha una lunghezza di 168 km; l'area del suo bacino è di 3 280 km². Il fiume gela da metà ottobre sino alla seconda metà di maggio. Il maggior affluente (di sinistra) è il Tastach (lungo 48 km).